# Kot Adu
Kot Adu là một thành phố thuộc Punjab, Pakistan. Thành phố có dân số ước tính năm 2010 là 120.479 người. Đây là thành phố lớn thứ 58 về dân số tại quốc gia này và là thành phố lớn thứ của tỉnh Punjab. Thành phố được chia thành 28 Hội đồng Liên minh. Thành phốnằm ở phần phía nam của tỉnh Punjab, và là một thành phố có chiều dày lịch sử. Thành phố được xây dựng ngay phía đông của sông Indus, cự ly khoảng 866 km so với Karachi, 600 km so với Islamabad, 100 km từ Multan, 80 km DGKhan, 60 km từ Muzaffargarh, 60 km từ Layyah km 16 từ Taunsa Barrage. Đây là nơi sinh của nhà văn nổi tiếng Shri Chandragupta Vidyalankar.
Thành phố Kot Adu là một thành phố lịch sử và thịnh vượng, thu hút một lượng khách du lịch mỗi năm đặc biệt là sông Indus và khu vườn công cộng.